# Hwang Jin-san
Đây là một tên người Triều Tiên, họ là Hwang.
Hwang Jin-San (Hangul: 황진산; sinh ngày 25 tháng 2 năm 1989) là một cầu thủ bóng đá Hàn Quốc thi đấu cho Daejeon Citizen.